# Sulenus
Sulenus es un género de escarabajos longicornios de la tribu Acanthocinini.

## Especies
- Sulenus humeralis Lacordaire, 1872
- Sulenus macrophthalmus Breuning, 1954
- Sulenus vadoni Breuning, 1957